# Forte de Entre Morros

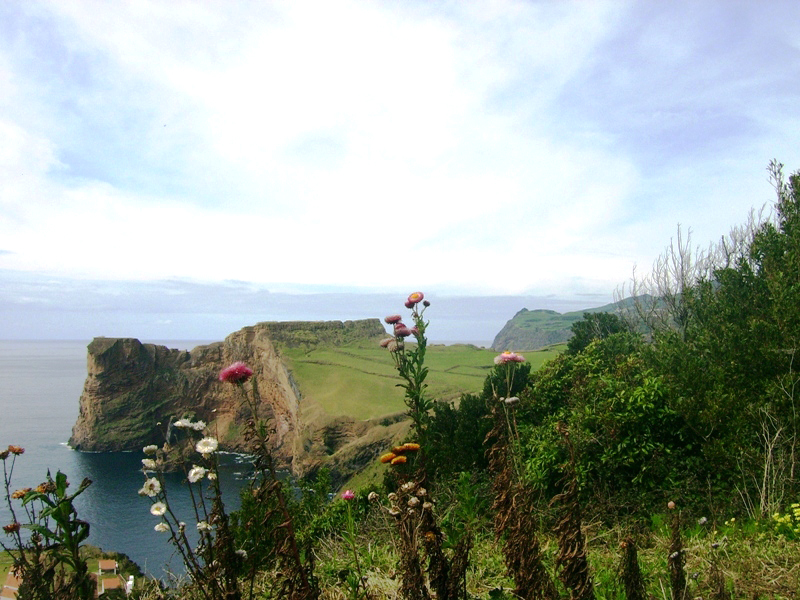
Entre Morros, Velas: vista panorâmica.

O Forte de Entre Morros localizava-se na baía de Entre-Morros, na freguesia das Velas, concelho de mesmo nome, na costa sul da ilha de São Jorge, nos Açores.
Em posição dominante sobre este trecho do litoral, constituiu-se em uma fortificação destinada à defesa deste ancoradouro contra os ataques de piratas e corsários, outrora frequentes nesta região do oceano Atlântico.

## História
Constituía-se numa simples casa de vigia, erguida no contexto da Dinastia Filipina, com traça do capitão Marcos Fernandes de Teive oficial que, por ordem régia, visitou todas as ilhas do arquipélago em 1618 para projetar e ativar todas as fortificações necessárias, assim como para reorganizar as milícias.
Não se encontra referida por António do Couto de Castelo Branco na relação "Fortificações nos Açores existentes em 1710", no contexto da Guerra da Sucessão Espanhola (1702-1714).
Acerca dela, AVELLAR (1902) referiu:
"Entre morros, a Oeste das Terras do Correa, no reinado dos Filipes, construiu-se uma casa para vigia. (...) Guardava uma peça [de artilharia] que se montava na bombardeira do forte sobre a costa em frente à dita casa. Já muito arruinada, abandonada a um lavrador que nela recolhia pasto de gado, na noite de 28 de dezembro de 1876 foi de todo derrubada por um furacão, aproveitando a Câmara os materiais para as ruas da vila."
Pode estar confundido com o Forte das Bicas.